# Ancistrus tamboensis
Az Ancistrus tamboensis a sugarasúszójú halak (Actinopterygii) osztályának harcsaalakúak (Siluriformes) rendjébe, ezen belül a tepsifejűharcsa-félék (Loricariidae) családjába tartozó faj.

## Előfordulása
Az Ancistrus tamboensis Dél-Amerikában fordul elő. Kizárólag a Tambo folyómedencéhez tartozó Ucayali folyó felső szakaszán található meg ez az algaevő harcsa. Peru egyik endemikus hala.

## Megjelenése
Ez a tepsifejűharcsafaj legfeljebb 8,2 centiméter hosszú.

## Életmódja
A trópusi édesvizeket kedveli. A 24-29 Celsius-fokban érzi jól magát, a víz amelyben él 6,5-7,5 pH értékű kell, hogy legyen. Az Ancistrus tamboensis, mint a többi algaevő harcsafaj, a víz fenekén él és keresi meg a táplálékát.